# Комолонг, Элвин
Элвин Комолонг (англ. Alwin Komolong; 2 ноября 1994, Лаэ, Папуа — Новая Гвинея) — папуанский футболист, защитник сборной Папуа — Новой Гвинеи.

## Биография
Имеет немецкие корни. Начал заниматься футболом в 6 лет, когда жил в Брисбене. В возрасте 14 лет на полтора года переехал к родственникам в Германию, где выступал за юношескую команду «Эккернферде». После возвращения в Папуа — Новую Гвинею выступал за ряд местных клубов, а сезон 2012 провёл в клубе второй лиги Новой Зеландии «Уайткере Сити». В июле 2017 года подписал контракт с клубом немецкой Регионаллиги «Штутгартер Кикерс».

### Карьера в сборной
В 2011 году был капитаном сборной на юношеском Чемпионате Океании до 17 лет, на котором сыграл 4 матча. В 2013 году также был капитаном сборной на молодёжном Чемпионате Океании. За взрослую сборную Папуа — Новой Гвинеи дебютировал 29 мая 2016 года в матче отборочного раунда Чемпионата мира 2018 против сборной Новой Каледонии.

## Достижения
- Серебряный призёр Кубка наций ОФК: 2016
- Бронзовый призёр Тихоокеанских игр: 2015

## Семья
Двое братьев Феликс (р. 1997) и Кусуга (р. 1998) также являются футболистами и выступают за сборную Папуа — Новой Гвинеи.